# Kyra Constantine
Pour les articles homonymes, voir Constantine.
Kyra Constantine, née le 1er août 1998 à Toronto, est une athlète canadienne.

## Carrière
Elle est médaillée d'argent du relais 4 × 400 mètres et médaillée de bronze du 400 mètres aux Championnats panaméricains juniors d'athlétisme 2017 à Trujillo.
Aux Championnats d'Amérique du Nord, d'Amérique centrale et des Caraïbes d'athlétisme espoirs 2019 à Querétaro, elle est médaillée d'or du 400 mètres ainsi que médaillée de bronze du relais 4 × 400 mètres mixte.
Elle est médaillée d'argent du relais 4 × 400 mètres aux Jeux panaméricains de 2019 à Lima.